# Липопептиды
Липопептид — молекула липида, ковалентно связанного с пептидом, бактериальный липопротеин. Бактерии синтезируют большое количество липопептидов, некоторые из которых являются естественными антибиотиками. К группе липопептидных антибиотиков относятся даптомицин и сурфактин. Иммунная система высших организмов распознаёт бактериальные липопептиды за счёт толл-подобных рецепторов, относящихся к подгруппе «TLR2» (TLR1, TLR2 и TLR6).